# Daegaya

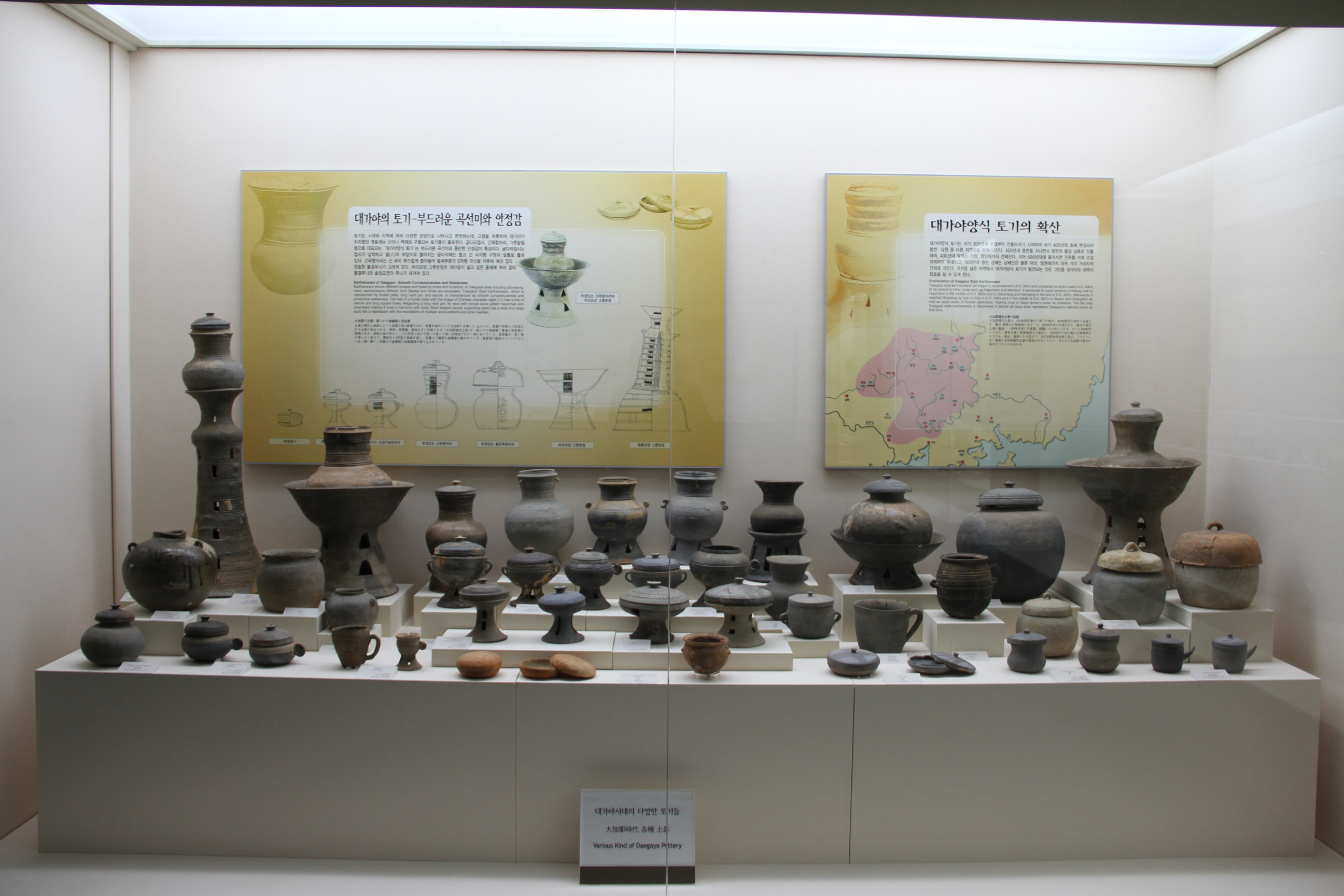
Las vasijas de Daeyaga.

Daegaya (en hangul: 대가야, literalmente Gaya grande) fue una ciudad estado miembro de la Confederación Gaya durante la época de los Tres Reinos de Corea. Daegaya se ubicaba en lo que es actualmente el condado de Goryeong, en la provincia Gyeongsang del Norte de Corea del Sur.
Según las «Geografías» del Samguk Sagi, Daegaua existió aproximadamente 520 años desde el primer rey de Ijinashi (이진아시왕) del último rey, Doseolji (도설지왕). Sin embargo parecía tener 16 reyes pero solamente cinco de ellos se saben: el primer Ijinashi, el octavo Inoe, el 16° Doseolji y el rey Haji (하지, 荷知). A pesar de la inseguridad, los recuerdos chinos escriben rey Haji envió su embajador a la dinastía Qi sur en 479, ganando el tercer orden, un grado bajo de Baekje y Silla. Con todo, no podría expandir su dominio debido a la activa expansión de Baekje y Silla al oeste y al este, respectivamente.

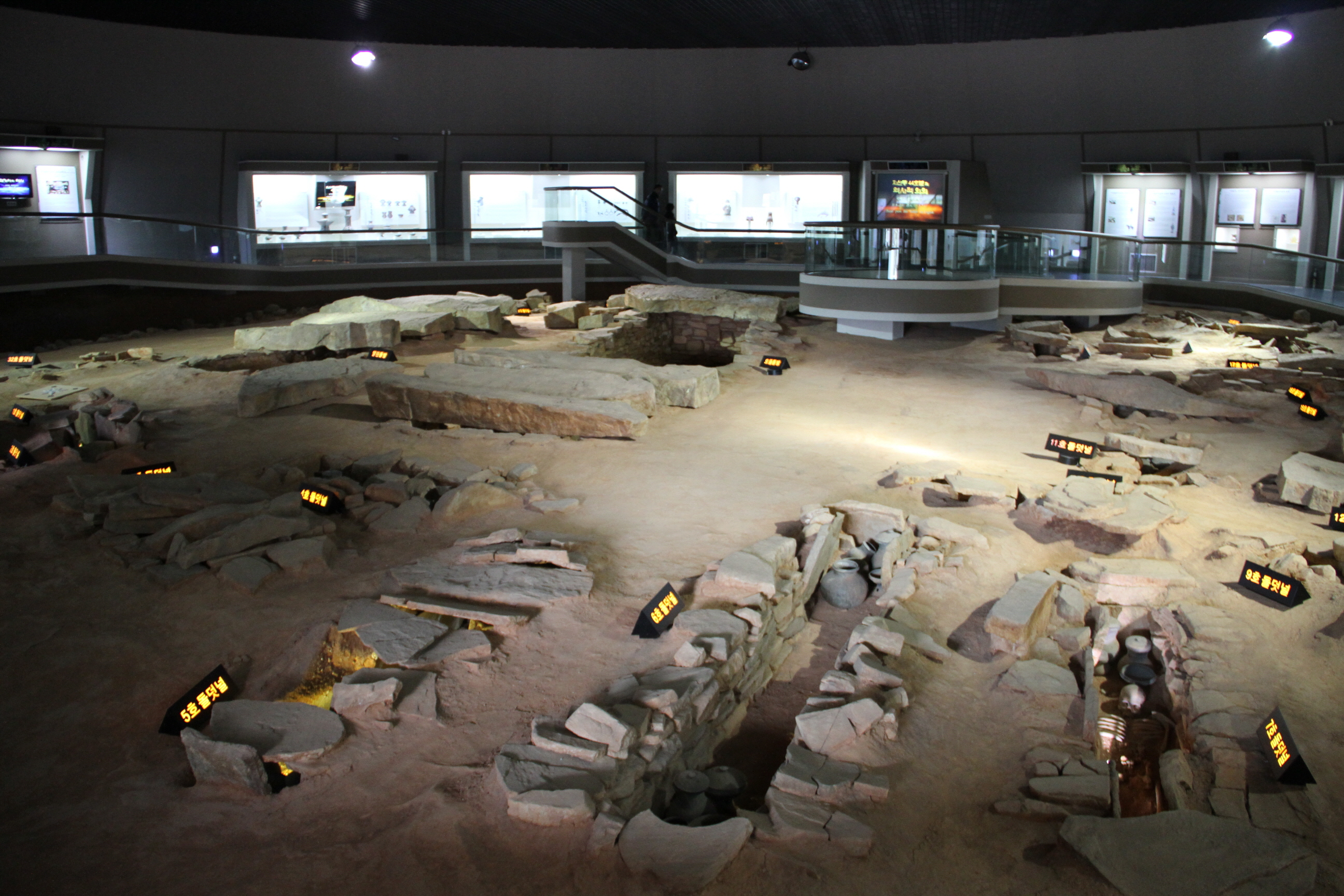
La tumba de Daegaya en Goryeong.

La fuerza de Gaya empezó crecer su dominio por vender los hierros a otros dominios en torno a la península coreana. En la primera época, Geumgwan Gaya en Gimhae luchaba por poder, liderando cinco otros miembros de la confederación pero lo perdió su hegemonía después de las campañas de Goguryeo al sur a fin de remover los ataques de Gaya y Wa. Pues, Daegaya tomó su iniciativa en cambio.

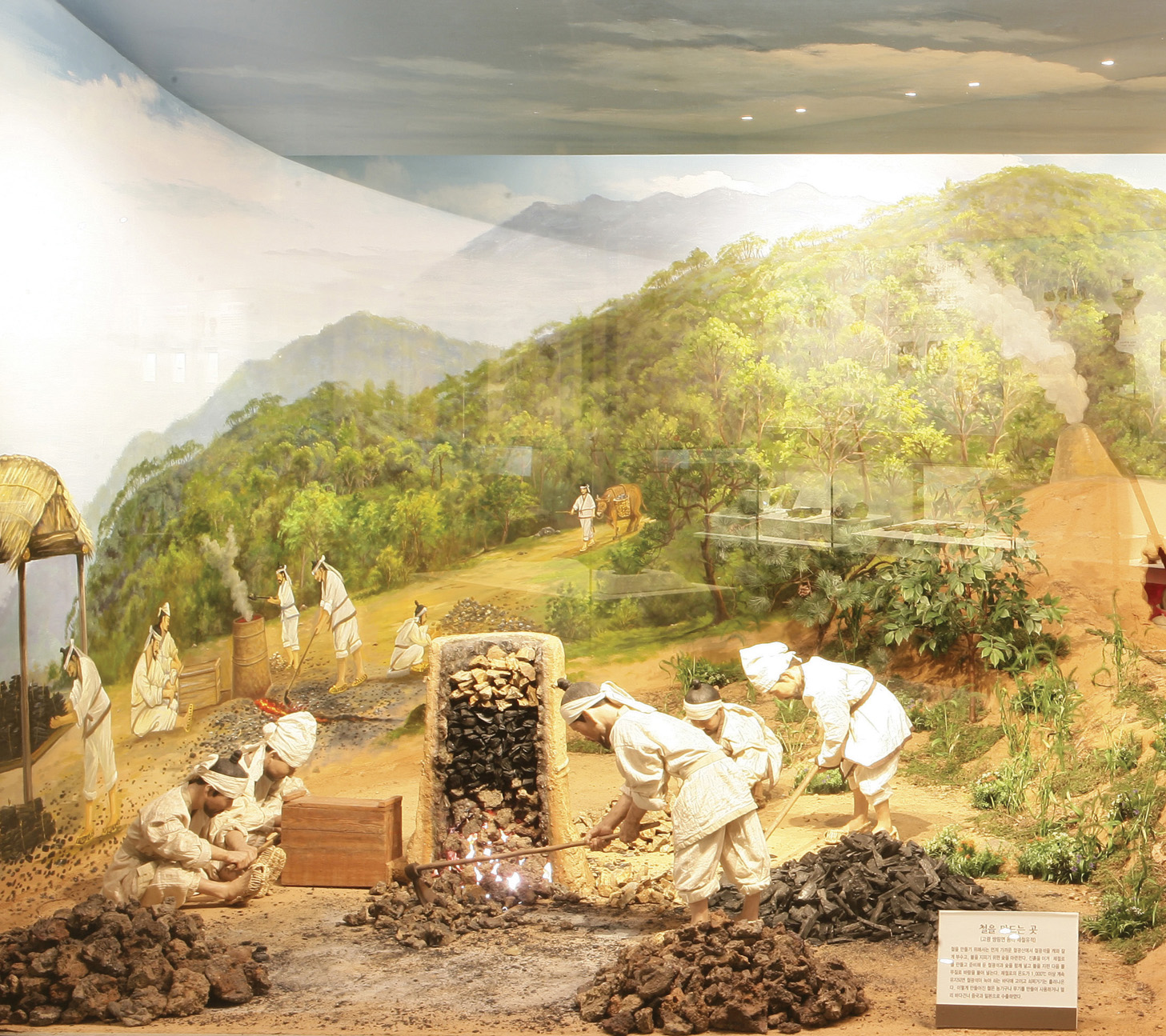
El molde de los plebos que producen utensil de hierro.

Rey Haji formó una alianza con Baekje y Silla a fin de hacer la opresión de fuerte fuerzas de Goguryeo en 481. En el siglo X, Goguryeo mantenga su zenit gracias por serie de las campañas del rey Gwanggaeto el Grande y su hijo, rey Jangsu trató de expugnar las castillas sureñas de Corea. Más luego, cuando Baekje y Silla ganaron suceso de retomar el centro de Corea, ahora Seúl, Baekje fue derrotado por la traición de Silla al fin. A fin de repeler las fuerzas de Silla, Baekje y Gaya se unieron, perdiendo masivamente en la batalla de Gwangsan fortaleza en 554. Parece Daegaya perdió su iniciativa completamente en ese momento y su poder fue trasferdio a Ara Gaya.
Daegaya se eliminó por las fuerzas de Silla bajo el general, Kim Isabu en 562 AD; Silla había logrado parcialmente la subyugación de unos miembros de Gaya y Daegaya también se hizo un objeto de la invasión que fue la revancha de su alianza con Baekje en 554.

## Galería

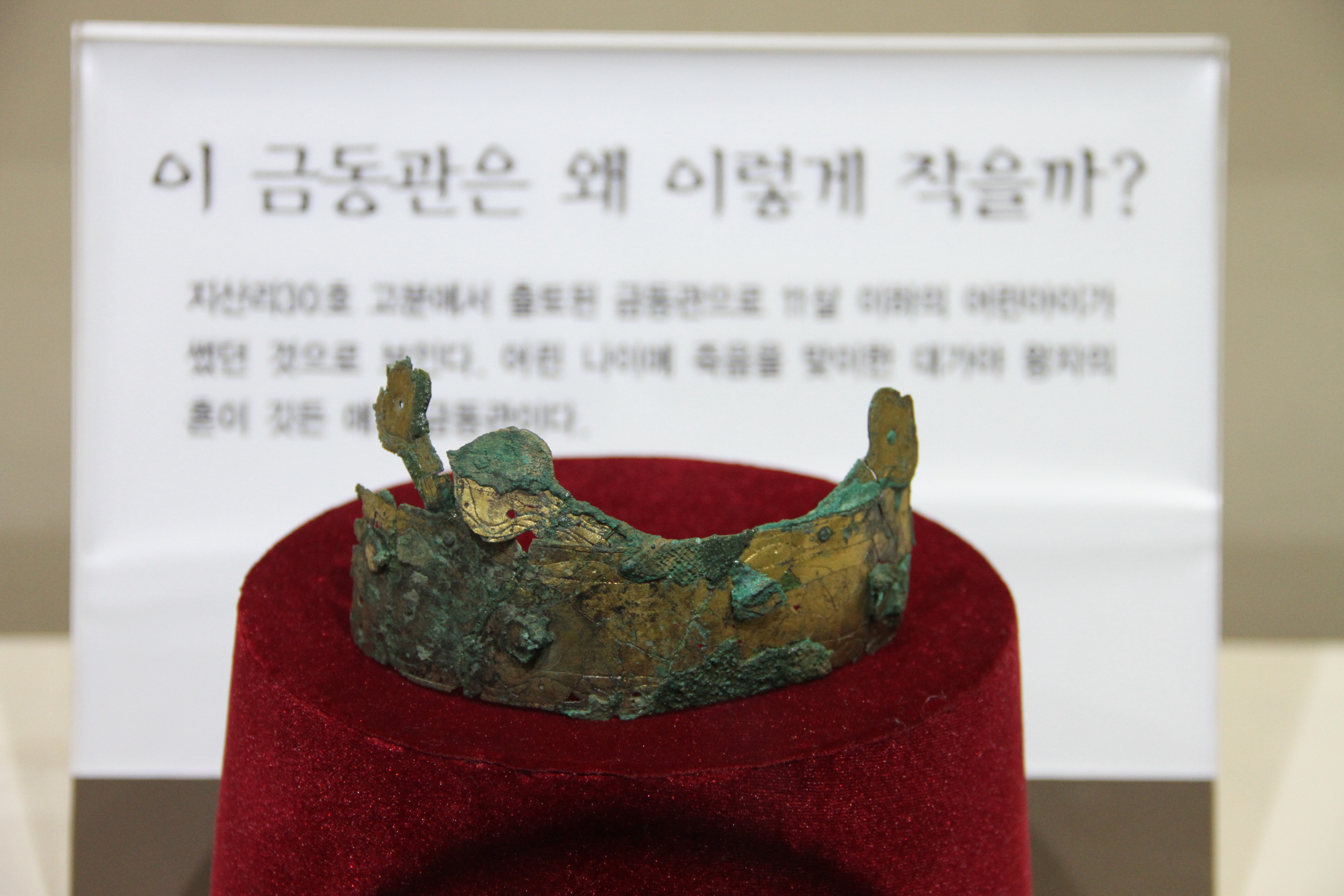
La corona de oro de Gaya.
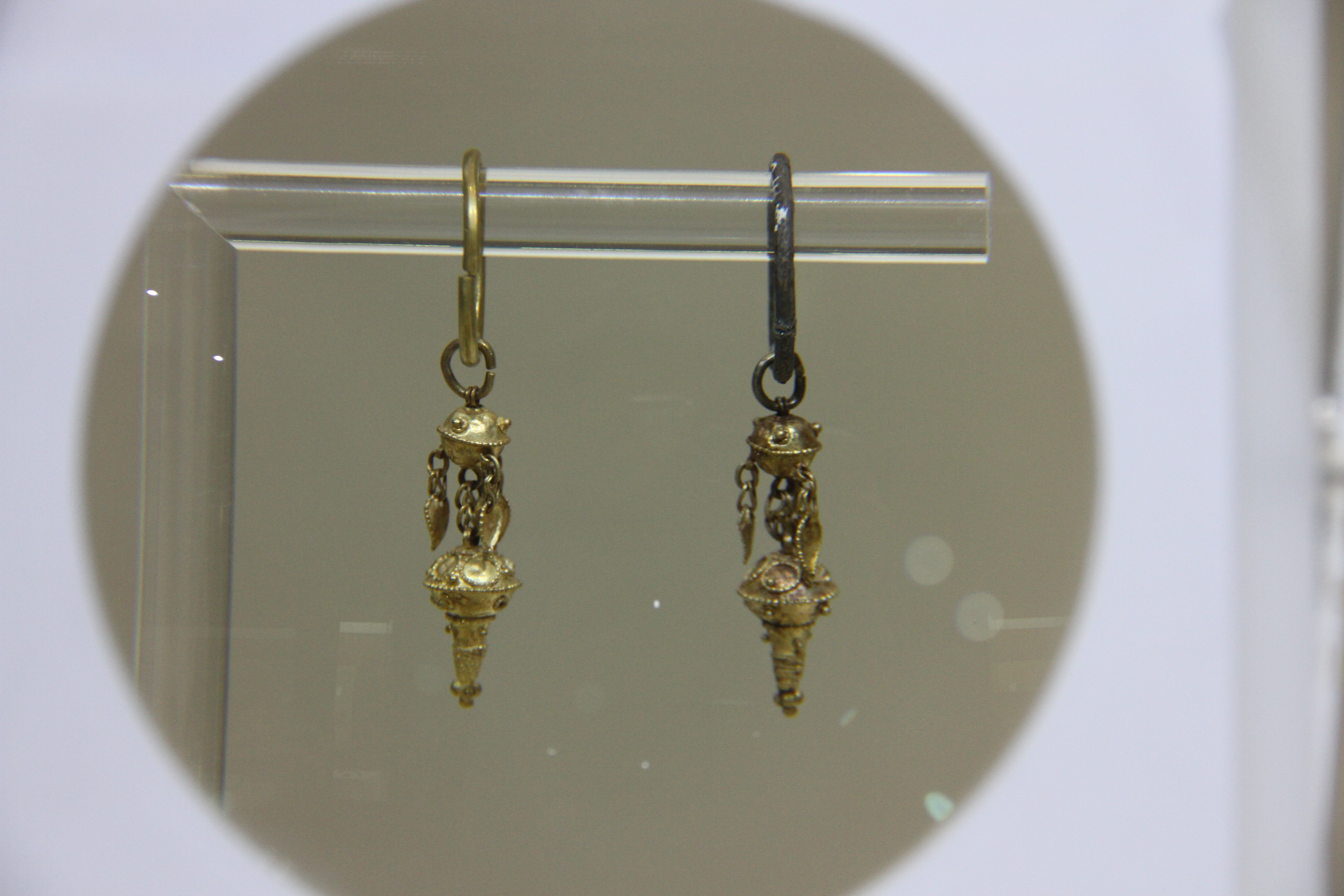
Pendientes de oro de Gaya.
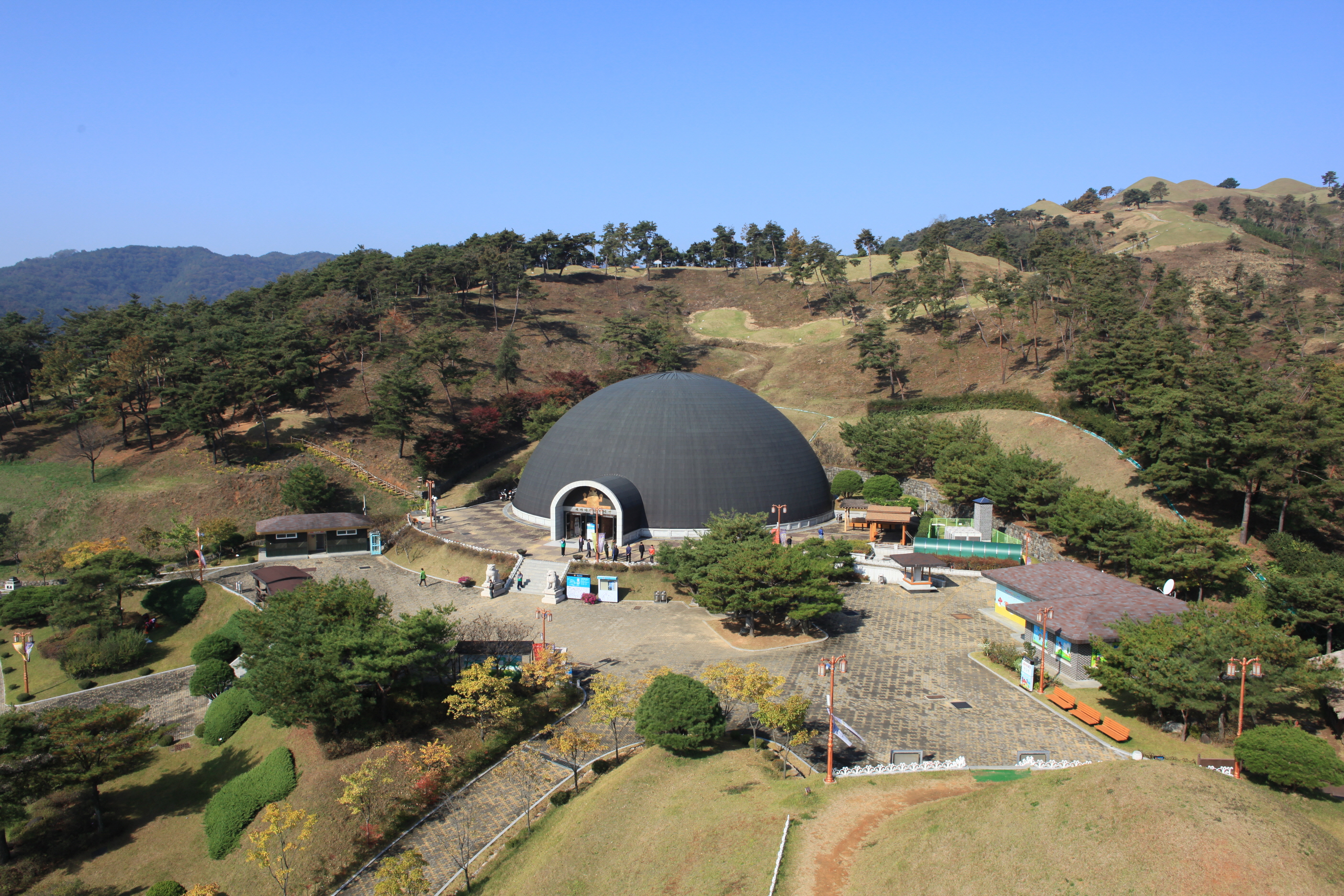
El mausoleo real de Daegaya.